# Abezames
Abezames – gmina w Hiszpanii, w prowincji Zamora, w Kastylii i León, o powierzchni 23,26 km². W 2011 roku gmina liczyła 78 mieszkańców.